# Max Seiffert
Max Seiffert (ur. 9 lutego 1868 w Beeskow, zm. 13 kwietnia 1948 w Szlezwiku) – niemiecki muzykolog.

## Życiorys
Studiował muzykologię u Philippa Spitty na Uniwersytecie Berlińskim, gdzie w 1891 roku uzyskał tytuł doktora na podstawie dysertacji J.P. Sweelinck und seine direkten deutschen Schüler (wyd. Lipsk 1891). Od 1892 do 1927 roku kierował jako sekretarz serią wydawnictw źródłowych zabytków muzycznych „Denkmäler Deutscher Tonkunst”. Od 1899 do 1900 roku wspólnie z Oscarem Fleischerem redagował „Zeitschrift der Internationalen Musikgesellschaft”. W latach 1903–1914 był redaktorem naczelnym „Sammelbände der Internationalen Musikgesellschaft”. Od 1918 do 1926 roku wraz z Johannesem Wolfem i Maxem Schneiderem redagował „Archiv für Musikwissenschaft”. 
Od 1909 roku wykładał w Hochschule für Musik i Akademie für Kirchen- und Schulmusik w Berlinie. Był współorganizatorem Fürstliches Institut für Musikforschung w Bückeburgu (1917), od 1921 roku pełnił funkcję zastępcy jego dyrektora. W 1935 roku jego staraniem instytucja ta została przeniesiona do Berlina i przemianowana na Staatliches Institut für Deutsche Musikforschung; Seiffert objął wówczas funkcję jej dyrektora, którą sprawował do 1942 roku. W 1928 roku otrzymał tytuł doktora teologii honoris causa Uniwersytetu w Kilonii.
Był znawcą muzyki okresu baroku i wczesnego klasycyzmu, szczególnie kompozycji na instrumenty klawiszowe. Zasłynął jako organizator naukowego edytorstwa źródeł, wydał m.in. dzieła Jana Pieterszoona Sweelincka (12 tomów, 1895–1901).